# Lohr (Francja)
Lohr – miejscowość i gmina we Francji, w regionie Grand Est, w departamencie Dolny Ren.
Według danych na rok 1990 gminę zamieszkiwało 478 osób, 46 os./km².